# Loi pour le développement de l'alternance et la sécurisation des parcours professionnels
La loi Cherpion est le nom communément donné à la loi no 2011-893 du 28 juillet 2011 pour le développement de l’alternance, la sécurisation des parcours professionnels et le partage de la valeur ajoutée, présentée par les députés Gérard Cherpion, Bernard Perrut et Jean-Charles Taugourdeau. 

## Objectifs de la loi
Cette loi vise à :
- favoriser les contrats en alternance (contrat de professionnalisation et d'apprentissage),
- encadrer les stages en entreprise
- créer le contrat de sécurisation professionnelle (CSP),
- fixer une durée minimale pour la période de professionnalisation,
- ajuster la préparation opérationnelle à l’emploi (POE),
- développer les groupements d’employeurs.

L'objectif principal de la loi est de faire entrer 800 000 jeunes (contre 550 000 en 2011) en apprentissage ou en contrat de professionnalisation à horizon 2015, avec un objectif de 1 000 000 à terme. Cette loi s'inscrit dans le prolongement des aides à l'emploi en alternance et de l'accord national interprofessionnel du 7 juin 2011 sur l’accompagnement des jeunes demandeurs d’emploi dans leur accès à l’emploi.
L'une des propositions clés de la loi prévoit notamment d’élever à 5 % le quota d’alternants dans les entreprises de plus de 250 salariés sous peine d’un doublement des sanctions.

## Principales dispositions du texte
- Titre I : Développement de l'alternance

Article 1er : Création d'une carte « étudiant des métiers ».
Article 3 : Possibilité pour deux employeurs saisonniers d'embaucher un apprenti.
Article 4 : Renouvellement possible du contrat de professionnalisation.
- Titre III : Développement de l'emploi dans les groupements d'employeurs

Article 7 : Suppression de l'interdiction d'appartenir à plus de deux groupements d'employeurs.
Article 10 : Possibilité pour les collectivités territoriales d'intégrer les groupements d'employeurs sans réserve quant à l'activité exercée.
- Titre IV : Contrat de sécurisation professionnelle

Article 11 : Création du contrat de sécurisation professionnelle.

### Contrat d'apprentissage
Cette loi permet à un apprenti qui n'aurait pas ou plus d'employeur pour son alternance, de rester en CFA pendant au moins 3 mois afin d'en retrouver un. Pendant ce maintien, l'apprenti perd ses allocations jusqu'à ce que l'employeur soit trouvé. Au delà de 3 mois sans solution employeur, l'apprenti ne peut rester au CFA, il est donc déscolarisé. Cela s'appelle la mesure B.

### Préparation opérationnelle pour l'emploi (POE)
La préparation opérationnelle pour l'emploi est un dispositif qui a été lancé en 2011 par Pôle Emploi, qui vise à fournir à un demandeur d'emploi les compétences nécessaires pour pouvoir occuper un poste vacant dans une entreprise. Le recrutement est ainsi facilité pour des postes jusque-là difficiles à pourvoir. Si le dispositif est monté en puissance avec 4 000 personnes de plus en bénéficiant de 2011 à 2012, selon une étude d'Opcalia pour 4 entreprises sur 5, il restait encore méconnu en 2013.

### Contrat de sécurisation professionnelle (CSP)
Mesure visant les personnes en situation de licenciement économique. Ces personnes ont le choix entre adhérer au Pôle Emploi "classique" ou au CSP. Le CSP permet d'être indemnisé à 75 % du salaire brut (au lieu de 57 % au Pôle Emploi "classique"). Par contre, il est soumis à un contact régulier avec le conseiller CSP (au moins une fois par mois) sous forme d'entretien physique et/ou téléphonique. Ce dispositif permet un accès facilité à la formation et encourage la reprise d'emploi rapide par une prime. Ainsi, une personne qui retrouverait rapidement un cdi ou un cdd de plus de 6 mois pourrait toucher le montant qu'il n'a pas perçu en restant sans activité.

## Mise en œuvre de la loi
Un rapport de la commission des affaires sociales de l’Assemblée nationale, enregistré le 15 février, dresse le bilan de la mise en œuvre de la loi du 28 juillet 2011 pour le développement de l’alternance et la sécurisation des parcours professionnels, dite loi « Cherpion » (v. Légis. soc. -Empl. & chôm., chôm.- n° 179/2011 du 12 septembre 2011). 
Présenté par les députés Gérard Cherpion (UMP) et Jean-Patrick Gille (PS), le rapport indique que des textes réglementaires d’application étaient nécessaires pour 16 des 46 articles de la loi et que la publication de divers décrets, arrêtés et circulaires a permis la pleine mise en application de six d’entre eux. 
La publication du décret a permis la mise en œuvre d'un septième dispositif organisant des sections de découverte des métiers en alternance pour les élèves de 4e et de 3e.

### Application des mesures relatives à l’alternance
En matière d’alternance, plusieurs mesures ont été mises en œuvre. La carte étudiant des métiers a été lancée à la mi-décembre, et un décret complété par une circulaire a organisé l’accueil de jeunes sans contrat dans les centres de formation d’apprentis (CFA). Plusieurs textes d’application sont par ailleurs en cours de finalisation, notamment sur l’accès au Dima (dispositif d’initiation aux métiers en alternance) ou sur l’ouverture de l’apprentissage aux travailleurs temporaires, ou encore sur l’information des CFA sur la part de la taxe d’apprentissage que les entreprises leur affectent. De plus, l’ouverture expérimentale du contrat de professionnalisation aux particuliers employeurs nécessite la conclusion d’un accord de branche étendu, mais celui-ci n’a pas encore été conclu du fait notamment des incertitudes quant à la représentativité patronale dans la branche.
La loi a aussi créé la préparation opérationnelle à l’emploi (POE) collective. Contrairement à la POE individuelle, elle ne nécessite pas de justifier d’une offre d’emploi identifiée, et les Opca ont ainsi pu s’en saisir immédiatement au profit d’un nombre déjà important de bénéficiaires, souligne le rapport.

### Mise en œuvre des mesures relatives au CSP et aux stages
Le contrat de sécurisation professionnelle (CSP) est entré en vigueur le 1er septembre 2011 et remplace peu à peu les deux anciens dispositifs de reclassement (CRP et CTP). La montée en charge du dispositif devrait conduire, selon les auteurs du rapport, à un nombre d’entrées de l’ordre de 90 000 sur l’année 2012. Pour autant, plusieurs dispositions attendent toujours d’être précisées par voie réglementaire. Ainsi, les décrets définissant les modalités de recouvrement de la pénalité due par l’employeur pour non-proposition du CSP et de la contribution équivalant à l’indemnité de préavis n’ont pas été publiés. En outre, un avenant du 3 février 2012 à la convention Unedic sur le CSP prévoit d’assouplir les règles permettant l’exercice de deux périodes d’activité professionnelle. Mais cet avenant est encore en cours d’agrément (v. l’actualité n° 16048 du 24 février 2012).
Quant aux mesures codifiant les dispositions légales relatives aux stages, elles appellent des modifications formelles des textes réglementaires qui sont encore attendues. En outre, deux décrets sont en attente de publication. L’un précisera les dérogations en cas « d’année de césure » à la durée maximum de six mois de stage par an dans une entreprise. L’autre définira les modalités de mise en place du registre des stages dans les entreprises.

## Objectifs initiaux de la loi
Lors du dépôt de la proposition de loi, les députés avait inscrit plusieurs objectifs :
- le premier est d’améliorer la situation et l’insertion des jeunes sur le marché du travail en favorisant le développement de l’alternance. Le but est de porter le nombre d’alternants de 600 000 à 1 million à terme.
- Le deuxième objectif est de mieux sécuriser les parcours professionnels tout au long de la vie. Le développement des groupements d’employeurs, qui permettent d’offrir des emplois à durée indéterminée et à temps plein à des personnes qui auraient sinon un statut précaire, est un outil de cette sécurisation. L’instauration d’un dispositif unique d’accompagnement des salariés licenciés pour motif économique, autre outil de sécurisation, doit être négociée avec les partenaires sociaux et inspirée des meilleures pratiques actuelles, en particulier celles qui ont été expérimentées dans le cadre du contrat de transition professionnelle.
- Enfin cette proposition de loi ouvre le débat du partage de la valeur ajoutée, outil d’amélioration du pouvoir d’achat et de justice sociale.

## Travaux préparatoires
- Assemblée nationale : Proposition de loi no 3369 ;
- Rapport de M. Gérard Cherpion, au nom de la commission des affaires sociales, no 3519 ;
- Avis de M. Jean-Charles Taugourdeau, au nom de la commission des affaires économiques, no 3512 ;
- Discussion les 15 et 16 juin 2011 et adoption, après engagement de la procédure accélérée, le 21 juin 2011 (TA no 689).
- Sénat : Proposition de loi, adoptée par l'Assemblée nationale, n° 651 (2010-2011) ;
- Rapport de Mme Sylvie Desmarescaux, au nom de la commission des affaires sociales, no 659 (2010-2011) ;
- Texte de la commission no 660 (2010-2011) ;
- Discussion et adoption le 27 juin 2011 (TA no 149, 2010-2011).
- Assemblée nationale : Proposition de loi, modifiée par le Sénat en première lecture, no 3591 ;
- Rapport de M. Gérard Cherpion, au nom de la commission mixte paritaire, no 3630 ;
- Discussion et adoption le 11 juillet 2011 (TA no 717).
- Sénat : Rapport de Mme Muguette Dini, au nom de la commission mixte paritaire, no 735 (2010-2011) ;
- Texte de la commission no 736 (2010-2011) ; Discussion et adoption le 13 juillet 2011 (TA no 189, 2010-2011).